# Adana (stacja kolejowa)
Adana – stacja kolejowa w Adanie, w prowincji Adana, w Turcji. Znajdują się tu 2 perony.